# César Acosta
César Enrique Acosta Vásquez (Portoviejo, Ecuador, 23 de abril de 1934) es un político y médico ecuatoriano, notable por haber sido el primer ministro de salud pública del país.

## Biografía
Nació en la ciudad de Portoviejo, provincia de Manabí, el 23 de abril de 1934. Realizó sus estudios secundarios en el colegio Academia Militar Ecuador, en Quito. En 1962 se graduó de médico en cirugía y ginecología en la Universidad de Guayaquil.
Entró a la política en 1964 al ser designado concejal de Manta por la Junta Militar. Poco después fue elegido por el consejo cantonal como el cargo de Presidente del Consejo Cantonal de Manta (el equivalente a alcalde en esa época), puesto que ocupó entre 1965 y 1966. Ocupó el cargo de ministro de Previsión Social y Trabajo de 1966 a 1967, siendo el ministro más joven de su época. Desde su cargo impulsó la creación del Ministerio de Salud Pública, convirtiéndose en su primer ministro en 1967.
En 1965 se afilió al Partido Social Cristiano, con el que fue elegido diputado en 1968 en representación de la provincia de Manabí. En 1970 fue reelegido al cargo, pero al poco tiempo fue cesado de sus funciones junto al resto de diputados, cuando el presidente José María Velasco Ibarra se declaró dictador.
En 1976 estuvo preso por dos meses luego de que el dictador Guillermo Rodríguez Lara ordenara su apresamiento a causa de protestas en las que Alarcón participó junto a otros habitantes de Manta para exigir mejoras en la ciudad.
Luego del retorno a la democracia, en 1978, fue elegido prefecto provincial de Manabí, puesto que ocupó hasta 1982.
De la mano del Partido Social Cristiano fue elegido diputado nacional para el periodo de 1984 a 1988 y en representación de la provincia de Manabí para los períodos de 1988 a 1990, 1992 a 1994 y 1996 a 1998. En 1997 fue nombrado presidente nacional del partido.
En 2002 se separó del Partido Social Cristiano, luego de 37 años de militancia, al no estar de acuerdo con que Simón Bustamante, director provincial del partido, ocupara la primera posición en la lista de candidatos a diputados para las elecciones de ese año en vez de él. Acosta se postuló finalmente para diputado por la Unión Nacional Uno, del expresidente del Congreso Juan José Pons, pero no resultó elegido.
En años posteriores se desempeñó como presidente de la Cruz Roja de la ciudad de Manta.